# عطارد بن حاجب
عطارد بن حاجب بن زرارة الدرامي التميمي (40 ق هـ - 45 هـ / 585م - 665م) : صحابي، شريف، وكان خطيبًا فصيحا شاعرا، ومن زعماء تميم في الجاهلية والإسلام. كان ينزل أرض بني تميم ببادية البصرة. وفد على كسرى في الجاهلية وطلب منه قوس أبيه حاجب بن زرارة، فردها عليه وكساه حلية ديباج. ولما ظهر الإسلام وفد على النبي ﷺ سنة 8 هـ، فكان خطيبه. واستعمله النبي على صدقات بني دارم من تميم.
ارتدّ بعد وفاة النبي وتبع سجاح، ثم عاد إلى الإسلام. فلما عفى عمر بن الخطاب عن المرتدين، قدم على عمر، وشهد معركة القادسية وكان من المقدمين يومها، وقد أرسله سعد بن أبي وقاص إلى يزدجرد الثالث في المفاوضات هو وابنه لبيد بن عطارد.وفي سنة 22 هـ، شكى عطاردا والي الكوفة عمار بن ياسر إلى الخليفة عمر بن الخطاب بكتاب يشرح فيه تذمر أهل الكوفة، فاستقدم الخليفة عمارا إلى المدينة، وعزله. وفي الفتنة الكبرى لم يشهد حروب علي بن أبي طالب، واناب عنه ابنه عمير بن عطارد، وكان ابنه أحد أمراء علي في وقعة الجمل ومعركة صفين. ولما آلت إلى معاوية بن أبي سفيان الخلافة، وفد عطارد عليه بعد أن زاد لهم معاوية في العطاء.

## النسب
- عطارد بن حاجب بن زُرَارةُ بن عُدَس بن زيد بن عبد الله بن دارِم التميمي.[11]

### بنوه
- لبيد بن عطارد (20 ق هـ - 70 هـ)، يكنى أَبَا نعيم: صاحبي،[12]خطيب، شاعر، حضر يوم إراب وله ذكر في أخبار الجاهلية.[13] وفد مع أبيه وقومه إلى رسول الله ﷺ.[14] وكان عطارد شريفًا سيدًا، جوادًا كريمًا.[15] شهد معركة القادسية،[16] وزعم المدائني أنه كان فيمن فاوض يزدجرد الثالث من أهل الرأي والهيئة والمهابة.[17]نزل الكوفة بعد تمصيرها، فكان من من وجوهها وأشرافها. اعتزل الأحداث التي وقعة بعد الفتنة الكبرى، وكان أخيه عمير من أمراء علي في الجمل وصفين. وفد على معاوية بن أبي سفيان، وله قصة مع عمرو بن الزبير في خبر طويل.[18][19] وكان أحد الأشراف الذين شهدوا لزياد بن أبيه أن حجر بن عدي خلع الطاعة، ودعا إلى الحرب والفتنة.[20] وكان عطارد من شيعة عبد الله بن الزبير وبايعه وهو كهلاً، وكان مع مصعب بن الزبير فوفى له في العطاء، وتوفى في ولاية مصعب. وفي مآثره قصائد لشعراء بني تميم.[21] ومن عزيز شعر لبيد ونادره قوله:[22]

- عمير بن عطارد: له صحبة. من السادة الأشراف الفرسان، وكان من أمراء علي بن أبي طالب في حروبه، ، وكان من أشد الناس تحريضا لعلي على قتال معاوية.[23] وهو قائد الفرسان في وقعة الجمل،[8] وقائد تميم في معركة صفين،[9] وله ولقومه بلاء شديد في صفين، وقال يومها:

- لقيط بن عطارد: شاعر ذو عقل وبيان، وله قصيدة في رثاء أخيه لبيد. وكان لقيط باهر الجمال، بعثه معاوية بن أبي سفيان رسولاً إلى ملك القسطنطينية ليرى جماله وفصاحة لسانه وحسن منطق.[24]
- أسماء بنت عطارد بن حاجب: شهدت معركة صفين،[25]وهي زوج عبيد الله بن عمر بن الخطاب وأم ابنه أبي بكر بن عبيدالله،[26]وقيل بل هي أم كل ابناؤه.[27] فلما قتل في صفين تزوجت الحسين بن علي بن أبي طالب.[28][29]
- ليلى بنت عطارد بن حاجب: زوج عبد الله بن أبي ربيعة، وهي أم ابنه عبد الرحمن.[30]
- محمد بن عمير بن عطارد: (9 هـ - 81 هـ / 630 - 705 م): من أشراف أهل الكوفة وأجوادهم، قال البلاذري: «مُحَمَّد بْن عمير بْن عطارد، كان سيد أَهْل الكوفة فِي زمانه، وكان صاحب ربع تميم وهمدان حَتَّى مات».[31] له مع الحجاج بن يوسف وغيره من أمرائها أخبار.[32] وكان يعاير الشعراء محمدًا في نسبه، حيث وفد عطارد بن حاجب وبنوه على النبي. فأغار ابنه عمير بن عطارد على مالك بن عوف النصري صاحب يوم حنين،[33] فسبى زوجته وهي حامل، فولدت محمدًا على فراش عمير، فلحق به.[34]وقيل: إن عميرًا أَبَاهُ صدر عن سوق عكاظ، فمر ببني دهمان فأخذوا امرأته عمرة بِنْت حنظلة بْن بشر بْن عمرو، ثُمَّ ردوها حاملًا، فانجبت محمدًا.[35] وكان أحد أمراء الجند في معركة صفين مع علي.[36]وأحد الأشراف الذين شهدوا لزياد بن أبيه أن حجر بن عدي خلع الطاعة ودعا إلى الفتنة سنة 51 هـ.[20] ثم كاتب الحسين بن علي للقدوم إلى الكوفة،[37][38] وانضم إلى المختار الثقفي فولاه أذربيجان سنة 66 هـ،[39][40]وكان من أبرز قادة المختار.[41] ثم انضم إلى مصعب بن الزبير وصار من أبرز قادته في مقاتلة المختار.[42]ثم اتصل به عبد الملك بن مروان وولاه همذان سنة 71 هـ.[43] وفي سنة 75 هـ، ولي الحجاج الكوفة فطلبه وأمره أن ينصره، فقال: لا ناقة لي فِي هَذَا ولا جمل،[44]فحبسه الحجاج.[45] ثم سار إلى الشام لكراهته ولاية الحجاج،[46] ووفد على عبد الملك بن مروان، ثم نزل مصر على عبد العزيز بن مروان ثم رجع إلى دمشق وأقام بها إلى أن مات في خلافة عبد الملك بن مروان.[47]

## سيرته وحياته

### نشأته
نشأ عطارد في بيت شرف وسيادة، وكانوا يسكنون بادية البصرة. وأبوه حاجب بن زرارة سيد بني دارم ومن حكام بني تميم، ومن مشاهير فرسان العرب، وفي ذلك قال جواد علي: «وحاجب بن زرارة بن عدس من حكام تميم، ومن البلغاء الفصحاء في زمانه، وممن وفد على كسرى من سادات تميم، وكان له كلام معه. وكان في جملة من توسط عنده ليسمح لقومه أن يدخلوا الريف. فسمح لهم بذلك. وقد هلك قبل الإسلام. فصار ابنه "عطارد" سيد تميم».
وحاجب صاحب القوس المشهورة، وذلك أنّه رأى ما حلّ بقومه من قحط وعناء في صحراء العراق، فارتحل عنها حتى بلغ ريف المدائن، فشكا إلي كسرى الثاني حالهم، وطلب منه أن يأذن لهم بارتياد حدّ بلاده، فقال كسرى: إنّكم معشرَ العرب غُدُر، فإن أذنت لكم أفسدتم البلاد وأهلكتم العباد. فقال حاجب: إنّي ضامنٌ للملك أن لا يفعل أحد ذلك. قال كسرى: فمن لي بأن تفي أنت؟ قال: أرهنك قوسي. فلمّا جاء بها ضحك مَنْ حوله، وقالوا: لهذه العصا يفي! فقال الملك: ما كان ليسلّمها لشيءٍ أبداً، اقبضوها منه. وأذن لهم بدخول الريف من ناحية المدائن. وترعرع عطارد وبلغ مبلغ الرجال في العراق.
وبعد موت أبيه حاجب عاد قومه إلى بلادهم جنوب البصرة من بلاد العرب، وارتحل عطارد إلى كسرى يطلب قوس أبيه، فقال له: ما أنت الذي رهنتها! قال: أجل. قال كسرى: فما فعل؟ قال: هلك وهو أبي، وقد وفى له قومه، ووفى هو للملك. فردّها عليه وكساه حُلّة، فصار ذلك فخراً ومنقبةً لحاجب وعشيرته من بني دارم. فلما وفد عطارد إلى النبي ﷺ، وهو رئيس تميم، وأسلم على يديه، وأهدى للنبي ﷺ حلة كسرى، فلم يقبلها؛ فباعها لرجل من اليهود بأربعة آلاف درهم.

### إسلامه
وفد عطارد على رسول الله ﷺ في وفد بني تميم في سنة 8 هـ، منهم: الأقرع بن حابس وعيينة بن حصن وغيرهم، وفي ذلك قال  ابن أبي خيثمة: «الأَقْرَع بْنُ حَابِس بْنِ التَّمِيْمِيُّ قَدِمَ عَلَى رَسُولِ اللَّهِ مَعَ عُطَارِد بْنِ حَاجِب فِي أَشْرَافِ بَنِي تَمِيْم بَعْدَ فَتْحِ مَكَّةَ، وَقَدْ كَانَ الأَقْرَع بْنُ حَابِس وعُيَيْنَة بْنُ حِصْن شَهِدا مَعَ رَسُولِ اللَّهِ فَتْحَ مَكَّةَ وحُنَيْن وَالطَّائِفِ». وكان عطارد خطيب الوفد على رسول الله، وفي ذلك روى صاحب الأغاني: «قدم على النبيّ ﷺ وفد بني تميم وهم سبعون أو ثمانون رجلا، فيهم: الأقرع بن حابس، والزّبرقان بن بدر، وعطارد بن حاجب، وقيس بن عاصم، وعمرو بن الأهتم، وانطلق معهم عيينة بن حصن. فقدموا المدينة، فدخلوا المسجد، فوقفوا عند الحجرات، فنادوا بصوت عال جاف: اخرج إلينا يا محمد؛ فقد جئنا لنفاخرك، وقد جئنا بشاعرنا و خطيبنا. فخرج إليهم رسول اللّه ﷺ/ فجلس. فقام الأقرع بن حابس فقال: واللّه إنّ مدحي لزين، وإن ذمّي لشين. فقال النبيّ ﷺ: «ذلك اللّه». فقالوا: إنّا أكرم العرب. فقال رسول ﷺ: «أكرم منكم يوسف بن يعقوب بن إسحاق بن إبراهيم عليه السّلام». فقالوا: ائذن لشاعرنا و خطيبنا. فقام رسول ﷺ فجلس وجلس معه الناس، فقام عطارد بن حاجب فقال:
الحمد للّه الذي له الفضل علينا وهو أهله، الذي جعلنا ملوكا وجعلنا أعزّ أهل المشرق، وآتانا أموالا عظاما نفعل فيها المعروف، ليس في الناس مثلنا؛ ألسنا برؤوس النّاس و ذوي فضلهم! فمن فاخرنا فليعدد مثل ما عددنا، ولو نشاء لأكثرنا، ولكنّا نستحي من الإكثار فيما خوّلنا اللّه وأعطانا. أقول هذا، فأتوا بقول أفضل من قولنا، أو أمر أبين من أمرنا. ثم جلس.»
وعادة التفاخر في مجالس الملوك وسادات القبائل، وإنشاد الشعر في ذلك، ورد الشعراء بعضهم على بعض، دفاعا عن قومهم، من العادات الجاهلية القديمة، التي بقيت في الإسلام كذلك، ولما أخذت الوفود تفد على الرسول بعد فتح مكة، كان في أعضائها من يخطب على طريقتهم في الخطابة، ومنهم من ينشد الشعر، ثم يعلنون إسلامهم، وكان من بين المسلمين من يتولى الرد عليهم، وقد يجيبهم الرسول بنفسه، ولعطارد قصيدة -وقيل أنها للأقرع- يومها يقول فيها للنبي:
وفي خبر طويل، حكم من في المجلس أن خطيب المسلمين أخطب من خطيب تميم، وأن شاعر الرسول أشعر من شاعرهم، وفي ذلك قال أبو الفرج الأصبهاني:«فقال الأقرع بن حابس: واللّه إنّ هذا الرجل لمؤتّى له - ويقصد حسان بن حارث -  و اللّه لشاعره أشعر من شاعرنا، ولخطيبه أخطب من خطيبنا - يقصد عطارد - ، ولأصواتهم أرفع من أصواتنا! أعطني يا محمد فأعطاه. فقال: زدني فزاده. فقال: اللّهمّ إنّه سيد العرب. فنزلت فيهم: (إِنَّ الَّذِينَ يُنادُونَكَ مِنْ وَراءِ الْحُجُراتِ أَكْثَرُهُمْ لا يَعْقِلُونَ). ثم إنّ القوم أسلموا، وأقاموا عند النبيّ ﷺ يتعلّمون القرآن، و يتفقّهون في الدّين.  ثم أرادوا الخروج إلى قومهم، فأعطاهم رسول اللّه ﷺ وكساهم». وأجازهم رسول الله ﷺ فأحسن جوائزهم. وولى النبي ﷺ عطارد بن حاجب على صدقات قومه من بني دارم من تميم، وفي ذلك قال ابن حجر العسقلاني: «عطارد بن حاجب، وفد على النبي صَلَّى الله عليه وسلم، واستعمله على صدقات بني تميم». وقال خليفة بن خياط في تسمية عمال النبي على الصداقات: «عطاردًا عَلَى صدقَات دارم».
وأهدى عطارد الرسول حلية كسرى، فأبى. وفي ذلك قال صاحب العقد الفريد: «وفد عطارد إلى النبي ﷺ، وهو رئيس تميم، وأسلم على يديه، أهداها - حلة كسرى - للنبي ﷺ، فلم يقبلها؛ فباعها من رجل من اليهود بأربعة آلاف درهم».وقد رفض النبي تلك الهدية، فخرج عطارد وباعها في سوق المدينة، وجاء في صحيح مسلم:«رأى عمر عطاردا التميمي يقيم بالسوق حلة سيراء، وكان رجلا يغشى الملوك، ويصيب منهم. فقال عمر يا رسول الله انى رأيت عطاردا يقيم في السوق حلة سيراء فلو اشتريتها فلبستها لوفود العرب إذا قدموا عليك، وأظنه قال ولبستها يوم الجمعة. فقال له رسول الله ﷺ: إنما يلبس الحرير في الدنيا من لا خلاق له في الآخرة».

## مشاركته في القادسية
شهد عطارد وبنوه حرب القادسية، والخبر أنه لما بلغ عمر بن الخطاب أجتماع الفرس في العراق على القتال، ندب الناس إلى سعد بن أبي وقاص. وكان عمر بن الخطاب قد اباح لمن سبق ارتداده أن ينضم إلى الجيوش الإسلامية، وكان فيهم عطارد وتميم التي كانت قد ارتدت بعد وفاة النبي ﷺ، قال الكلاعي: «وكان عمر قد كتب إلى أهل الردة يأذن لهم في الجهاد ويستنفرهم إليه ».
وقدم عطارد وابنه لبيد على سعد بن أبي وقاص وهو في أرض زرود جنوب بلاد بني تميم، وفي ذلك قال الكلاعي: « نزل - سعد بن أبي وقاص - فيدا فأقام بها أشهرا، و جعل عمر لا يأتيه أحد من العرب إلا وجهه إليه، ثم كتب إليه أن يرتفع بالناس إلى زرود، فأتاها و أقام بها، وأتاه من حولها من بني تميم من حنظلة، وأتته سعد والرباب وعمرو، فكان ممن أتاه عطارد ولبيد بن عطارد». وبعد عدة أشهر أنطلق هذا الجيش إلى العراق، ثم توجهوا إلى القادسية، وهناك بَداءَة المفاوضات مع كسرى يزدجر وقادة جيشه، وكان عطارد ممن فاوض يزدجر قبل المعركة، وفي ذلك قال الكلاعي: «ولما انتهى إلى سعد أمر عمر، بالتوجه إلى يزدجرد، جمع نفرا لهم نجار، و لهم آراء، و نفرا لهم منظر و عليهم مهابة. وأما الذين لهم منظر لأجسامهم، و عليهم مهابة، و لهم آراء: فعطارد بن حاجب، والأشعث بن قيس، والحارث بن حسان».ثم قاتل عطارد وقومه تحت راية سعد بن أبي وقاص القوات الفارسية في معركة القادسية وكان لهم في أيامها أحسن البلاء، وكان بإزاء عطارد وقومه الهرمزان، فهزموه، وأجبروه على الانسحاب، وفي ذلك روى الطبري: « فكان ممن هرب من أمراء تلك الكتائب الهرمزان وكان بإزاء عطارد». وكانت معركة القادسية التي انتصر فيها العرب المسلمين انتصار كبير على القوات الفارسية في شعبان سنة 15 هـ.